# Homolepticita
Homolepticita je vlastnost koordinačních sloučenin, kdy jsou všechny ligandy navázané na kov stejné. Pokud komplex obsahuje ligandy více druhů, pak je heteroleptický.
U některých sloučenin název napovídá, že jsou homoleptické, ale ve skutečnosti jsou heteroleptické, protože některé ligandy nejsou do jejich názvu zahrnuty; patří sem například dialkylhořečnaté komplexy, vytvářející v etherových roztocích rovnováhu s Grignardovými činidly, jež mají na každý hořčík navázány také dva etherové ligandy; dalším příkladem je roztok trimethylhliníku v etheru, například tetrahydrofuranu; podobně se chovají též triarylované a trialkylované borany.
Stejný ligand se může navazovat různými způsoby, to se děje například u dimethylsulfoxidu (DMSO); komplexy s ligandy stejného druhu, pouze jinak vázanými, se stále považují za homoleptické; například dichlortetrakis(dimethylsulfoxid) ruthenatý obsahuje DMSO navázaný na atomy síry i atomy kyslíku (komplex ale není homoleptický, protože obsahuje také chloridové ligandy).

## Příklady
- Hexakarbonyl chromu
- Pentakarbonyl železa
- Tetrakarbonyl niklu
- Tetrakis(trifenylfosfin)palladium
- Ferrocen
- Fluorid uranový
- Tetraethylolovo
- Tetramethylolovo
- Tetrabutylcín
- Trimethylhliník
- Dimethylrtuť
- Diethylzinek
- Triethylboran
- Chromanový kation
- Manganistanový kation
- Ferroin
- bis(terpyridin)železnatý komplex